# Nicoleta Alexandru

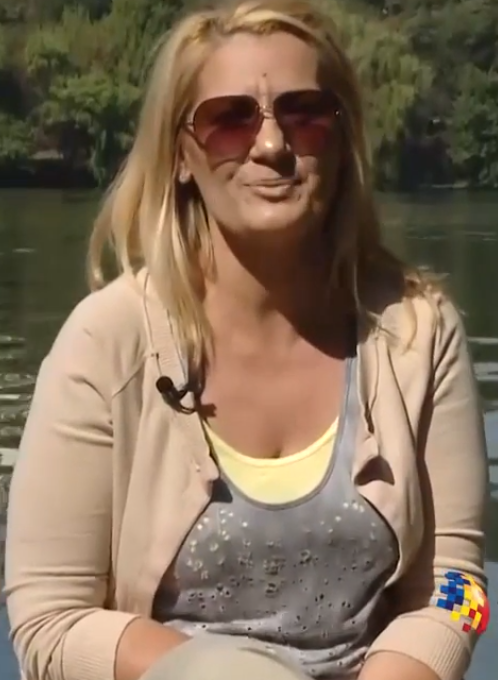
Nicoleta Alexandru (2014)

Nicoleta Alexandru (* 5. November 1968 in Bukarest), besser bekannt als Nicola, ist eine rumänische Popsängerin.

## Leben und Wirken
Nicola begann ihre Solokarriere 1992 und machte sich in ihrem Heimatland mit Konzerttourneen und mehreren Fernseh- und Radioauftritten einen Namen. 2003 wurde sie vom Magazin Avantaje zur Frau des Jahres gewählt. Ihr Song "Lângă Mine" wurde beim Love Song Festival als bester Titel ausgezeichnet.
Am 1. März 2003 gewann Nicola die nationale Vorentscheidung für den Eurovision Song Contest in Riga. Mit Don't break my heart belegte sie dort in der Endabrechnung den zehnten Platz.